# U 152 (U-Boot, 1917)

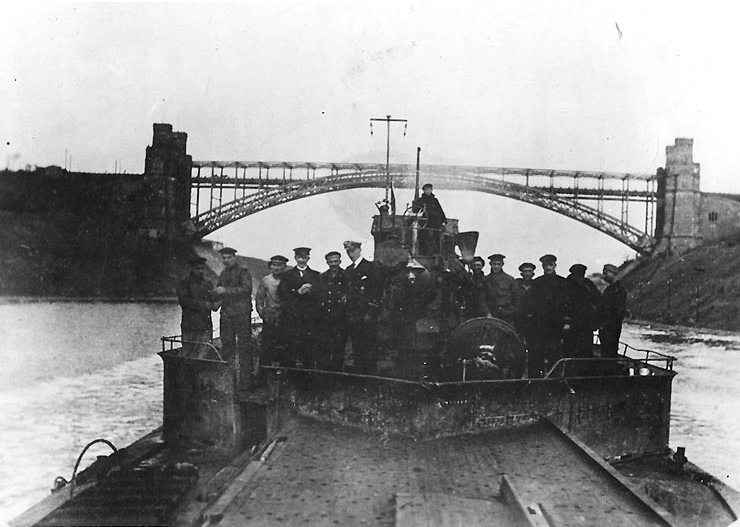
U 152 nach Kriegsende

U 152 war ein im Ersten Weltkrieg eingesetzter U-Kreuzer der Kaiserlichen Marine.
U 152 wurde in Hamburg als Teil des deutschen Flottenbauprogrammes gebaut. Es wurde im Oktober 1917 in Dienst gestellt. Ursprünglich geplant als Handels-U-Boot, um kriegswichtiges Material durch die britische Seeblockade zu transportieren, wurde es noch während des Baus zum Kriegsschiff umgebaut. U 152 kam im letzten Kriegsjahr im Atlantik zum Einsatz.

## Einsätze
Auf einer Feindfahrt konnte U 152 18 Schiffe versenken, darunter:
- US-Schoner Julia Frances am 27. Januar 1918
- US-Schoner A. E. Whyland am 13. März 1918
- Ticonderoga am 4. Oktober 1918
- Norwegische Bark Stifinder am 13. Oktober 1918

Folgende Schiffe wurde beschädigt:
- George G. Henry

## Versenkung derTiconderoga
Der Frachter, ehemals Kamilla Rickmers, transportierte eine Ladung Pferde für die Westfront. Er befand sich auf dem Atlantik, rund 3000 km von der US-amerikanischen Ostküste. Durch ein Maschinenproblem konnte das Schiff mit seinem Konvoi nicht mithalten. Ohne zuvor entdeckt worden zu sein, konnte U 152 einen Torpedo abschießen und das Schiff stoppen. Auf eine Entfernung von 500 m wurde dann der Beschuss mit den 10,5-cm-Deckgeschützen aufgenommen. Der erste Schuss beschädigte die Brücke und das Vorschiff, der zweite eines der Buggeschütze. Das Feuer wurde erwidert und dauerte über zwei Stunden an. Der Kommandant der Ticonderoga, Lt. Cmdr. Madison, wurde im Laufe des Gefechtes am Fuß so schwer verletzt, dass dieser später im Lazarett amputiert werden musste. In einem Stuhl sitzend konnte er aber weiter das Schiff führen und Feuerbefehle erteilen. Sein letzter Befehl war, das Schiff zu verlassen, dann wurde er durch seinen starken Blutverlust ohnmächtig. Er konnte auf das letzte nicht zerschossene Rettungsboot gebracht werden und überlebte zusammen mit 31 anderen Seeleuten, 205 kamen ums Leben. Die Überlebenden konnten vier Tage später vom britischen Dampfer Moorish Prince gerettet werden. U 152 nahm Lieutenant Frank L. Muller, USNRF, den Ersten Offizier der Ticonderoga und Lieutenant (Junior Grade) Junius H. Fulcher, USNRF, an Bord.
Für seinen heldenhaften Kampf wurde Lt. Cmdr. Madison mit der Medal of Honor ausgezeichnet. Ihm zu Ehren wurde 1940 die Madison benannt.

## Gefecht mit derGeorge G. Henry
Der Tanker befand sich auf dem Rückmarsch von Frankreich in die Vereinigten Staaten. Am 29. September 1918 wurde er von U 152 beschossen. Eine Granate traf das Schiff, eine andere verfehlte ihr Ziel nur knapp. Dabei wurden mehrere Matrosen verletzt und ein Feuer ausgelöst. Der Frachter konnte aber entkommen. Bis zum Kriegsende konnte er vier weitere kriegswichtige Transporte nach Frankreich durchführen.

## Verbleib
Nach seiner Rückkehr nach Deutschland im November 1918 wurde das U-Boot nach Kriegsende dem Vereinigten Königreich als Beute zugesprochen und lief nach Harwich, um dort zu kapitulieren. Auf dem Weg zum Abwracken sank das Boot 1921.

## Bildergalerie

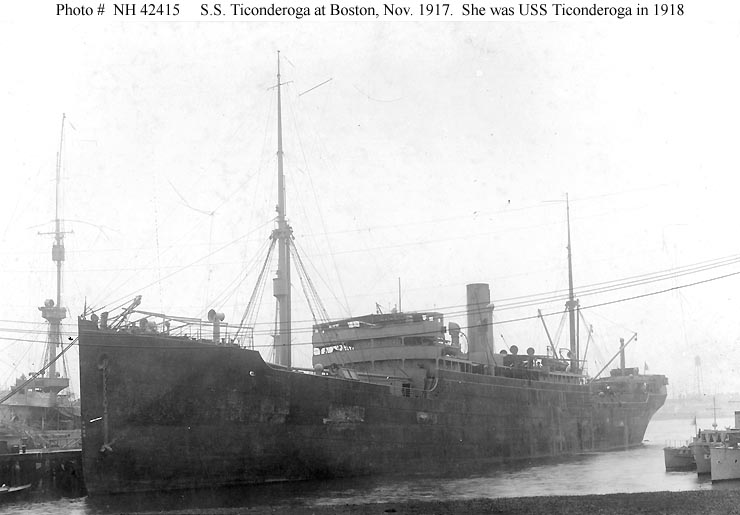
Die Ticonderoga im Hafen von Boston, Massachusetts
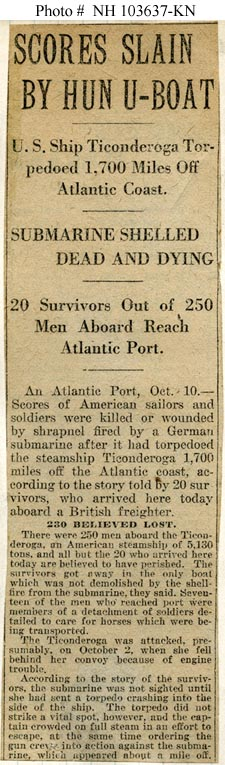
Zeitungsbericht über die Versenkung der Ticonderoga
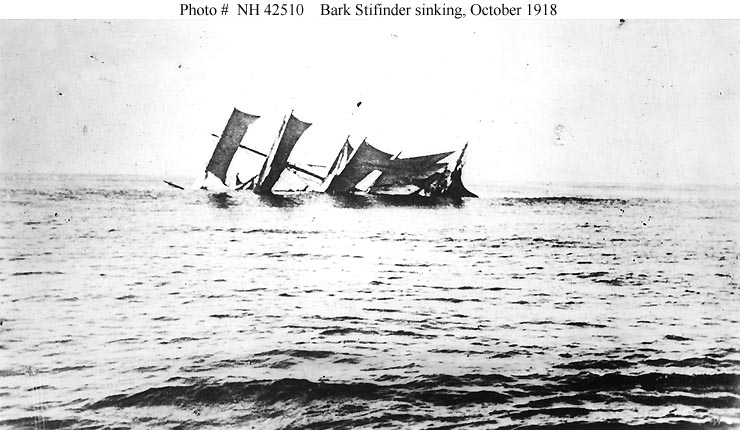
Untergang der Bark Stifinder, Oktober 1918
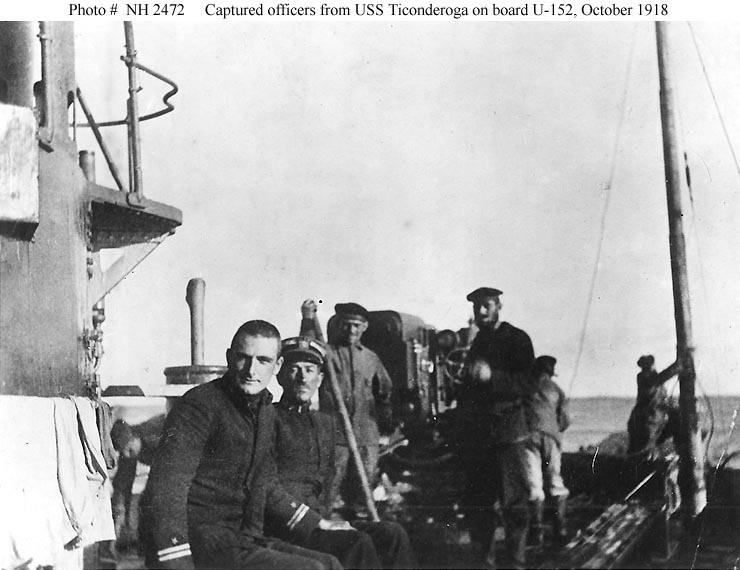
Kriegsgefangene an Deck von U 152
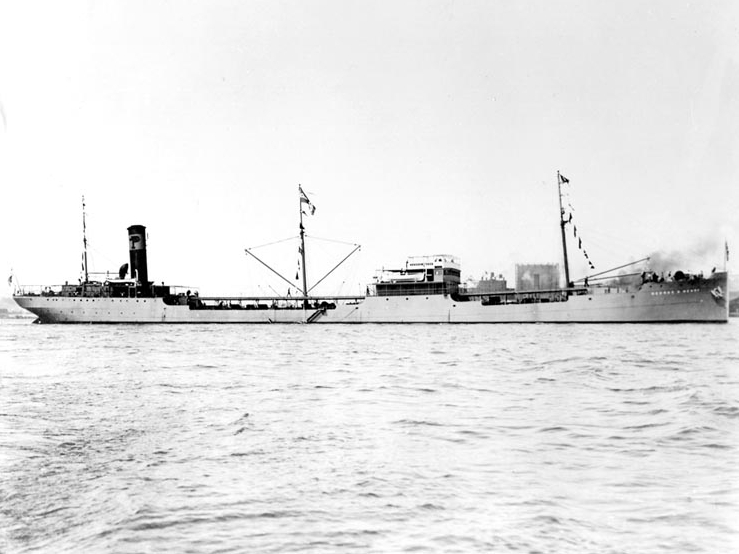
Die George G. Henry